# Republika Kołkowska

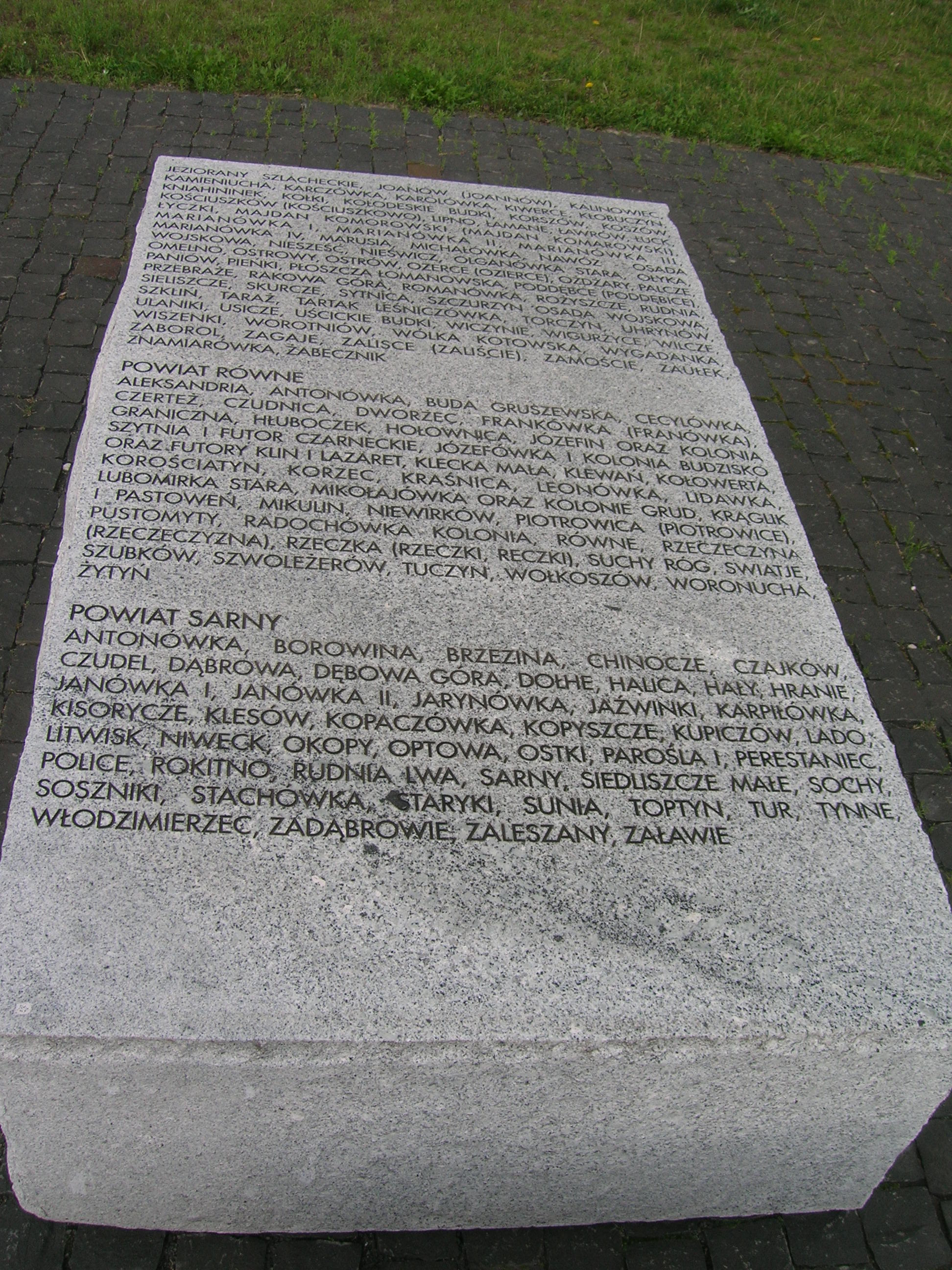
Kołki wymienione jako miejsce zbrodni na tablicy Pomnika ofiar zbrodni dokonanej na obywatelach polskich przez OUN-UPA

Republika Kołkowska (ukr. Колківська республіка) – enklawa utworzona w okresie od marca do 4 listopada 1943 roku przez Ukraińską Powstańczą Armię na terytorium Wołynia wyzwolonym od wojsk niemieckich. Polska samoobrona, wraz z 3000 kołkowskich uchodźców, udała się do Przebraża. 
Republika obejmowała sukcesywnie zajmowane przez oddziały UPA tereny rejonów: maniewickiego, rożyszczeńskiego, kiwercowskiego w obwodzie wołyńskim oraz rejonu radziwiłłowskiego w obwodzie rówieńskim, o powierzchni około 2500 km².
Nazwa pochodzi od miasteczka Kołki. Blokada zorganizowana przez ukraińskie oddziały partyzanckie spowodowała ewakuację władz niemieckich i polskiej ludności cywilnej. Niemcy zorganizowali dwa transporty ewakuacyjne - 5 i 13 czerwca, wraz z drugim transportem wycofała się załoga niemiecka. W transportach wyjechała większość polskiej ludności cywilnej. Po wyjeździe Niemców miejscowość zajął oddział UPA pod dowództwem Mykoły Kowtuniuka Oleha, należący do kurenia Stepana Kowala Rubaszenki. 
W Kołkach umieszczono sztab grupy UPA "Turiw", którą początkowo dowodził Mykoła Kowtuniuk, a następnie Jurij Stelmaszczuk Rudyj. Znajdowała się tutaj również szkoła podoficerska UPA, prowadzono kursy minerski, artyleryjski i sanitarny. Kołki stały się ważnym centrum ukraińskiego ruchu powstańczego.
Na terenie Republiki Kołkowskiej nacjonaliści ukraińscy po zajęciu Kołek 13 czerwca 1943 dokonali zbrodni na Polakach - spalono około 40 osób w miejscowym drewnianym kościele pw. Wniebowzięcia Najświętszej Marii Panny. W tych zbrodniach w samym miasteczku zginęło łącznie 68 Polaków, 1 Ukrainiec i 6 Rosjan.
Republika została rozbita przez frontowe jednostki niemieckie, z użyciem lotnictwa i artylerii, do 4 listopada 1943.

## Literatura
- КАЛІНІЧЕНКО В. В., РИБАЛКА І.К. ІСТОРІЯ УКРАЇНИ. ЧАСТИНА ІІІ: 1917—2003 рр.: Підручник для історичних факультетів вищих навчальних закладів. — Харків: ХНУ ім. В. Н. Каразіна, 2004 (ukr.)
- Grzegorz Motyka, Ukraińska partyzantka 1942-1960, Warszawa 2006, Wyd. Instytut Studiów Politycznych PAN, Oficyna Wydawnicza "Rytm", ISBN 83-88490-58-3 (ISP PAN,) ISBN 83-7399-163-8 (Rytm), ISBN 978-83-88490-58-3
- Władysław Siemaszko, Ewa Siemaszko, Ludobójstwo dokonane przez nacjonalistów ukraińskich na ludności polskiej Wołynia 1939–1945, Warszawa: „von borowiecky”, 2000, ISBN 83-87689-34-3, OCLC 749680885.